# Gare de Radyvyliv
 (avril 2023).
Si vous disposez d'ouvrages ou d'articles de référence ou si vous connaissez des sites web de qualité traitant du thème abordé ici, merci de compléter l'article en donnant les références utiles à sa vérifiabilité et en les liant à la section « Notes et références ».
La gare de Radyvyliv (en ukrainien : Радивилів (станція)) est une gare ferroviaire ukrainienne située dans la ville de Radyvyliv de l'oblast de Rivne.

## Histoire
La gare était ouverte en 1873 par la Chemin de fer de Galicie.